# Canischio
Canischio (Canis-cio [kaˈnisʧʊ] in piemontese) è un comune italiano di 268 abitanti della città metropolitana di Torino in Piemonte.
È il paese dominante la valle della Gallenca, il fiume che costeggia la cittadina ed è sovrastato dal monte Soglio e dalla Cima Mares.

## Geografia fisica
Il suolo è antichissimo: si è formato insieme alle Alpi circa 65 milioni di anni fa ed è caratterizzato da rocce metamorfiche  aventi una struttura particolare che le rende facilmente sezionabili in lastre. Questa loro caratteristica ne ha sempre permesso nel corso del tempo l'uso per pavimentazioni o coperture di tetti in lose.
La valle del torrente Gallenca, invece è la testimonianza evidente di una frattura della crosta terrestre, la faglia del Canavese, nella quale si scontrano due zolle tettoniche in movimento.
Nella parte superiore della valle della Gallenca si trova il territorio di Canischio. Il capoluogo è l'abitato Mezzavilla, sede comunale, stretto attorno al campanile romanico della parrocchia. Altri nuclei sono: Riapetto, Ferrero, Forest, Fogliasso, Sombeila, Braida ed altre case sono disseminate su tutto il territorio.
Canischio era uno dei dodici comuni della ex Comunità Montana Alto Canavese, oggi assieme a cinque comuni costituenti la Unione montana Val Gallenca; inoltre è uno dei comuni alle pendici del Sacro Monte di Belmonte, uno dei sette Sacri Monti del Piemonte e Riserva Naturale Speciale con una legge regionale del 1991.

## Storia
Il nome pare abbia origine da un eremita di nome "Cane", che all'inizio dell'anno 800 abitava in quei luoghi. 
Presso il castello della Sala trovò rifugio negli ultimi anni di vita la marchesa Adelaide di Susa, che provvide anche a realizzare un acquedotto oltre ad alcuni importanti edifici civili e religiosi (e di cui si favoleggia da 900 anni che vi sia ancora nascosto un tesoro..),  e che partecipò alla vita religiosa del santuario benedettino di Belmonte, ancor oggi attivo a 10 km da Canischio.
Ai primi del XX secolo il paese contava 1 550 abitanti, aveva una banca ed una miniera d'oro (ancora visitabile) di proprietà di una società inglese che provvedeva al suo sfruttamento.
Molti abitanti emigrarono nei primi del '900 verso la Francia e gli Stati Uniti d'America, dove fondarono comunità coese di forte identità.
Oggi lo spopolamento montano ha ridotto gli abitanti a 279 persone, che triplicano nei mesi estivi per effetto del turismo legato alle seconde case.

### Simboli
Lo stemma e il gonfalone del comune di Canischio sono stati concessi con decreto del presidente della Repubblica del 31 maggio 1999. Il gonfalone è un drappo rettangolare troncato di rosso e di giallo.

## Monumenti e luoghi di interesse

### Architetture religiose
- Chiesa di S.Lorenzo, parrocchiale
- Cappella di San Grato

### Arte della Valle Gallenca

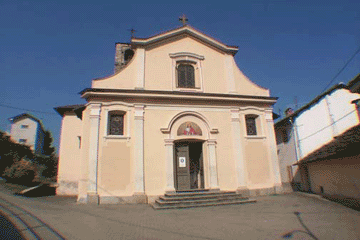
Parrocchiale di Canischio

Nella valle del torrente Gallenca, affluente dell'Orco, in due piccoli centri, Prascorsano e Canischio, vengono segnalati alcuni maestri minori, preziosi per farci conoscere il substrato culturale ed artistico di questi luoghi appartati, che, in quanto tali, ci hanno conservato fedelmente la temperie culturale dell'Alto Canavese, nel '400 e agli inizi del '500, in un periodo "di ripresa di quota della pittura piemontese, con Macrino d'Alba, Martino Spanzotti, Defendente Ferrari, Gerolamo Giovenone" (A. Cavallari Murat).
Nel Quattrocento, in Canavese, è ancora ampiamente presente il linguaggio figurativo che si suole definire "gotico internazionale", che aveva come propria area di circolazione ogni sede signorile e ogni pieve o luogo di culto, dalla valle del Brennero alle sorgenti del Po. Giacomo Jaquerio ne fu, in Piemonte, il maggiore esponente e campione, ma ci furono anche vari epigoni, che disseminarono opere che solo in questi ultimi tempi la critica ha incominciato a studiare. La "non altissima levatura degli affreschi della metà del secolo XV" e la dispersione in numerose sedi di non grande prestigio, come potevano essere le chiese dei piccoli centri o sparse nelle campagne, sono due cause concomitanti, secondo il Cavallari Murat, per spiegare la pigrizia della ricerca archivistica in Canavese. Per cui, ora, ci si deve accontentare di ribattezzare gli artisti con uno pseudonimo di comodo, tratto dal soggetto e dal luogo delle loro opere.
Partendo dalla Piazza di Canischio dopo pochi minuti si trova in località Rua di Sotto, la cappella campestre di San Grato, architettonicamente molto semplice, con un piccolo portichetto sorretto da colonne sulla facciata.
Nell'interno, sul fondo dell'abside e sulle pareti che si raccordano direttamente alla volta a botte (caratteristica preromanica), si svolge un ciclo di affreschi tardo quattrocenteschi, noto come opera del "Maestro di Canischio"

## Società

### Evoluzione demografica
Negli ultimi cento anni, a partire dal 1921, gli abitanti sono diminuiti del 65 %.
Abitanti censiti

## Cultura

### Feste e sagre
Canischio è famosa per i funghi, le castagne, i tomini e le trote, che si pescano lungo i torrenti Gallenca e Bruino, per le passeggiate rilassanti e per la festa del santo patrono, San Lorenzo, che si tiene nel mese di agosto e che coinvolge il paese, per tre giorni, in festeggiamenti, balli tradizionali e gare di bocce.
Altro evento molto interessante è la festa di San Bernardo, che si tiene presso la cappella di Mares a 1500 m s.l.m. e che vede centinaia di persone la 3ª domenica di agosto fare una camminata/processione di due ore da Canischio a Cima Mares e alla cappella di San Bernardo per celebrare il Santo attraverso funzioni religiose e danze e musiche tradizionali che rispettano il folclore franco provenzale.

## Amministrazione

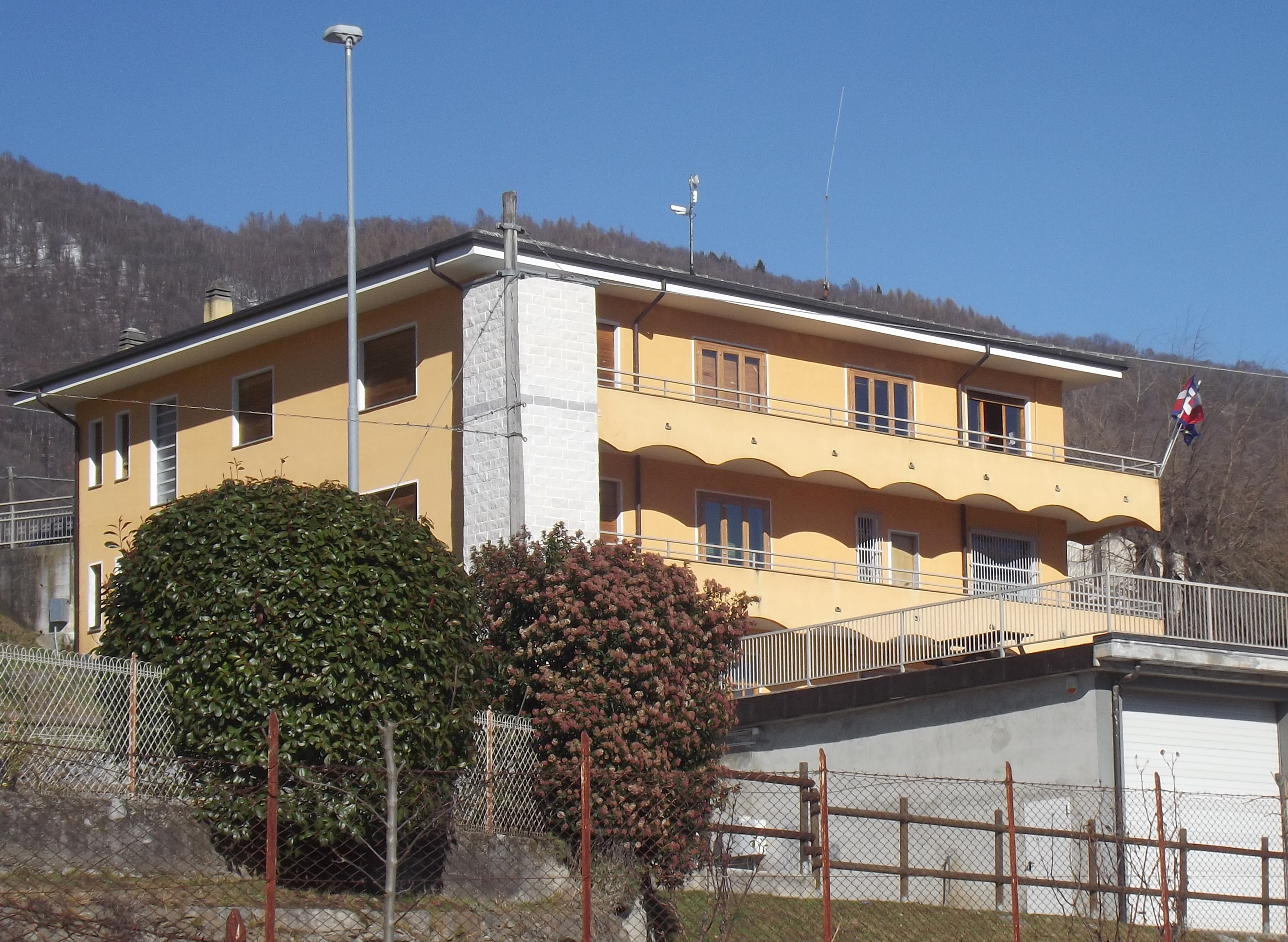
Il municipio

| Periodo | Periodo   | Primo cittadino                 | Partito                            | Carica  | Note |
| ------- | --------- | ------------------------------- | ---------------------------------- | ------- | ---- |
| 2004    | 2009      | Dario Donna                     | lista civica                       | Sindaco |      |
| 2009    | 2014      | Mauro Fogliasso                 | lista civica Progresso canischiese | Sindaco |      |
| 2014    | 2019      | Riccardo Giuseppe Rosa Cardinal | lista civica Progresso canischiese | Sindaco |      |
| 2019    | in carica | Riccardo Giuseppe Rosa Cardinal | lista civica Progresso canischiese | Sindaco |      |

### Altre informazioni amministrative
Il comune di Canischio faceva parte della Comunità Montana Alto Canavese.